# AA São Bento
El AA São Bento fue un equipo de fútbol de Brasil que jugó en el Campeonato Paulista, la primera división del estado de Sao Paulo.

## Historia
Fue fundado en el año 1914 en la ciudad de Sao Paulo, capital del estado del mismo nombre por el Padre Katon, profesor de gimnasia del Colegio de Sao Bento y padre de la iglesia del mismo nombre, por lo que el nombre del club era por el gimnasio del cual era su sede.
En su primer año de existencia se une al Campeonato Paulista con un equipo de jugadores provenientes de diversas partes del estado de Sao Paulo con lo que parecía una especie de selección del estado, participando por 20 años en el torneo estatal y logrando ganar el Campeonato Paulista en dos ocasiones así como la Copa de Campeones Río-Sao Paulo en 1914.
El club desaparece en 1935 luego de que profesionalizara el fútbol en el Campeonato Paulista.

## Palmarés

### Regional
- Copa de Campeones Río-Sao Paulo: 1

1914

### Estatal
- Campeonato Paulista: 2

1914, 1925
- Copa Competencia: 1

1925
- Campeonato Paulista de Equipos B: 1

1925

## Jugadores

### Jugadores destacados
- Feitiço